# Agelena agelenoides
Agelena agelenoides es una especie de araña del género Agelena, familia Agelenidae. Fue descrita científicamente por Walckenaer en 1842.

## Distribución
Esta especie se encuentra en el Mediterráneo occidental.